# Akella
Akella és una empresa de programari important russa especialitzada en la creació, publicació, i distribució de videojocs i productes multimèdia. Els fundadors d'Akella es van conèixer el 1993 i van decidir començar una companyia junts, el 1995 Akella va néixer. L'empresa consta en cinc equips interns de desenvolupament, un de publicació, un centre de distribució, un equip de localització i un departament de qualitat, en total, uns 140 treballadors.
Akella desenvolupa videojocs per ordinador, Xbox, PlayStation 2 i Wii, com poden ser: 
1. Sea Dogs (llançat el 2000), una aventura d'acció/RPG de pirates (Bethesda Softworks/Ubisoft/1C)
2. Age of Sail II (llançat el 2001), un simulador de combat naval a temps real (Take 2/Talonsoft/1C)
3. Privateers Bounty (llançat el 2002), un altre excel·lent simulador de combat naval a temps real (Take 2/Global Star Software/1C)
4. Pirates del Carib (en un principi conegut com a Sea Dogs II) (llançat el juliol del 2003), l'aventura de pirates és per PC i Xbox, desenvolupats sota la llicència de la pel·lícula de Disney (Bethesda Softworks/UbiSoft/1C)
5. Sea Dogs III (2005) (1C)
6. Age of Pirates: Caribbean Tales
7. Age of Pirates: Captain Blood
8. Postal 2: Штопор Жжот Russian Postal 2 add-on
9. Postal 3